# Zikuda Turnov
Zikuda Turnov – czeski klub szachowy z siedzibą w Turnovie.

## Historia
Klub został założony w 1980 roku. W 2004 roku zespół awansował do Extraligi. W sezonie 2004/2005 uzyskano dziewiąte miejsce w lidze. W 2008 roku klub był szósty w Extralidze, identyczny rezultat osiągnięto dwa lata później, a także w latach 2013–2014. W sezonie 2015/2016 ŠK Zikuda spadł z ligi. W 2017 roku klub powrócił do Extraligi. W sezonie 2017/2018 szachiści Zikudy zajęli trzecie miejsce w mistrzostwach kraju. W kadrze drużyny znajdowali się wówczas m.in. Maxim Rodshtein, Ľubomír Ftáčnik, Łukasz Cyborowski, Pavel Šimáček i Paweł Jaracz. Rok później klub uzyskał czwarte miejsce w Extralidze. W sezonie 2021/2022 zespół również był sklasyfikowany na czwartej pozycji. W 2023 roku uzyskano piąte miejsce w lidze.

## Arcymistrzowie w historii klubu
- Jan Bernášek[14]
- Falko Bindrich[15]
- Igor Chenkin[16]
- Łukasz Cyborowski[16]
- Ľubomír Ftáčnik[17]
- Paweł Jaracz[18]
- Toms Kantāns[19]
- Waleryj Kazakowski[20]
- Ori Kobo[21]
- Jiří Lechtýnský[22]
- Petr Neuman[20]
- Tomáš Polák[16]
- Maxim Rodshtein[10]
- Wołodymyr Siergiejew[15]
- Pavel Šimáček[23]
- Igor Štohl[15]
- Marek Vokáč[24]
- Leonid Wołoszyn[25]